# James N. Goodier
James Norman Goodier (17 octobre 1905 - 5 novembre 1969) est professeur de mécanique appliquée à l'Université Stanford, connu pour ses travaux sur l'élasticité et la déformation plastique.

## Biographie
Il est né à Preston, Lancashire, Angleterre et étudie l'ingénierie à l'Université de Cambridge. Il reçoit une bourse du Fonds du Commonwealth qui lui permet de poursuivre ses études à l'Université du Michigan où il obtient son doctorat en 1931 sous la direction de Stephen Timoshenko avec une thèse intitulée Compression of Rectangular Blocks, and the Bending of Beams by Nonlinear Distributions of Forces de flexion . Timoshenko part à l'Université Stanford en 1936 et Goodier lui succède.
Il est co-auteur de deux ouvrages classiques dans ce domaine : « Théorie de l'élasticité », avec Timoshenko, 1951 ; et "Elasticity and Plasticity", avec PG Hodge, Jr., 1958 et reçoit la médaille Timoshenko de l'American Society of Mechanical Engineers en 1961. Il est président de la division de mécanique appliquée de l'American Society of Mechanical Engineers de 1945 à 1946 et est élu membre de cette société en 1964. Il a plus de cinquante doctorants dont George F. Carrier.